# Surviv.io
Surviv.io ist ein kostenloses Battle-Royale-Browserspiel, welches im Oktober 2017 veröffentlicht wurde. Das Spiel unterstützt sowohl den Desktop-Webbrowser als auch den mobilen Browser.

## Spielprinzip
Ähnlich wie in anderen Battle-Royale-Spielen treten die Spieler in einer Spielwelt, die sich mit der Zeit durch eine schadenhinzufügende, rote Begrenzung verkleinert, gegeneinander an. Zuvor wurde der sich verkleinernde Bereich bereits durch eine weiße Markierung auf der Karte angezeigt und mit einer Zeitangabe versehen, ab wann sich die Begrenzung zu der markierten Linie ausgebreitet hat.
Um zu überleben und sich gegen die anderen Spieler durchzusetzen, suchen die Spieler in der Spielwelt nach wichtigen Gegenständen wie Waffen, Munition, Rüstung oder Power-ups, die sie im Kampf benutzen können, oder Orten zum Verstecken. Diese befinden sich zum Beispiel in Kisten, Pflanzen, Häusern oder anderen. Gebäude sind erst dann von innen sichtbar, sobald der Spieler vor einen Eingang oder ein Fenster läuft.
Im Gegensatz zu anderen Genrevertretern wird in einer 2D-Draufsicht und Comicgrafik aus der Vogelperspektive gespielt und die Spieler werden wie bei Agar.io als Kreise dargestellt.
Gespielt werden kann dabei nur im Mehrspielermodus. So kann man entweder alleine (Solo), in einem Zweier- oder Viererteam (Duo oder Squads) spielen, das einem zufällig zugeteilt wird. Man kann eine eigene Lobby erstellen oder einer bereits bestehenden Lobby beitreten.

## Spielablauf
Die Spieler werden auf einer Spielwelt generiert und müssen Waffen, Munition, Rüstung und andere Gegenstände sammeln. Manchmal werden Versorgungs Kisten (auch Lootdrops) von einem Transport Flugzeug abgeworfen, aus denen man nützliche Gegenstände bekommen kann.

## Entwicklung und Veröffentlichung
Surviv.io wurde von Justin Kim und weiteren Personen in seinem Umfeld entwickelt. Sein Ziel war es dabei, ein Spiel zu schaffen, das sich schnell und einfach spielen lässt. Das Spiel wurde offline gestellt, weil es einen starken Fehler hatte. Es wurde im Januar 2025 wieder online gestellt und ist mittlerweile fast wieder so wie früher.

## Rezeption
PC Gamer lobt das schnelle Gameplay und die kurzen Zeiten im Matchmaking und bezeichnet das Spiel als eines der amüsantesten Browserspiele, die es gibt. Ben Burns von VG247 bezeichnet das Spiel als drittbeliebtestes Battle-Royale-Spiel nach Fortnite und PlayerUnknown’s Battlegrounds.
Computer Bild sagt, dass sich das Spiel, wie bei anderen io-Titeln auch, vor allem für das kurzweilige Gelegenheitsspiel und Zocken nebenbei lohnt, da weder viel Rechenleistung oder Übung gebraucht werden und man auch mit wenig verfügbarer Zeit spielen kann.